# Пангея
Пангея (др.-греч. Πανγαῖα «всеземля», от др.-греч. πᾶν «весь», «целый», «каждый» + Γαῖα «Земля») — суперконтинент, существовавший в позднем палеозое и раннем мезозое 335—175 млн лет назад. Объединил существовавшие в те времена материки — Гондвану и Лавразию. Название Пангея придумал и опубликовал Альфред Вегенер в 1912 году.

## Описание
Пангея представляла собой несколько крупных континентальных блоков, спаянных между собой коллизионными горными системами.
Вытянутая вдоль меридиана от полярных широт до экватора Пангея пересекала все климатические пояса Земли. На обширных площадях внутри континентов развивался континентальный и резко континентальный климат.

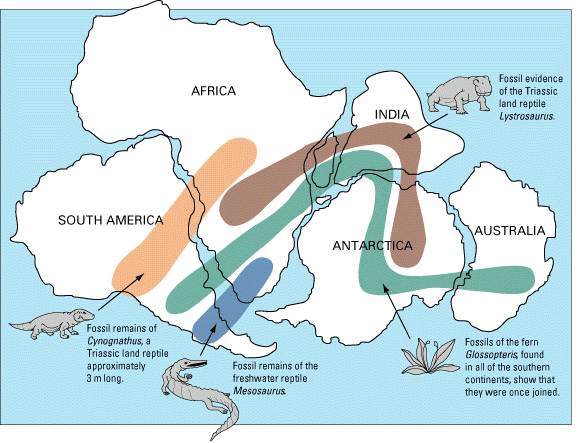
Общность палеофауны и палеофлоры в каменноугольных и пермских отложениях указывает на единство современных материков в прошлом

Пангея омывалась водами океанов Панталасса (Палеопацифик) и Тетис.

## Образование
Пангея образовывалась поэтапно и основные события происходят в её северной части, которые привели к образованию Лавразии. В каменноугольном и пермском периоде произошло закрытие инуитского бассейна (между Чукоткой и Аляской), Палеоазиатского океана (между Казахстанией, Таримом и Синокореей и восточной частью Ангариды), Уральского океана (между Лавруссией и Ангаридой) с образованием высоких коллизионных гор, например, Урала, Тянь-Шаня, Джунгарских гор.

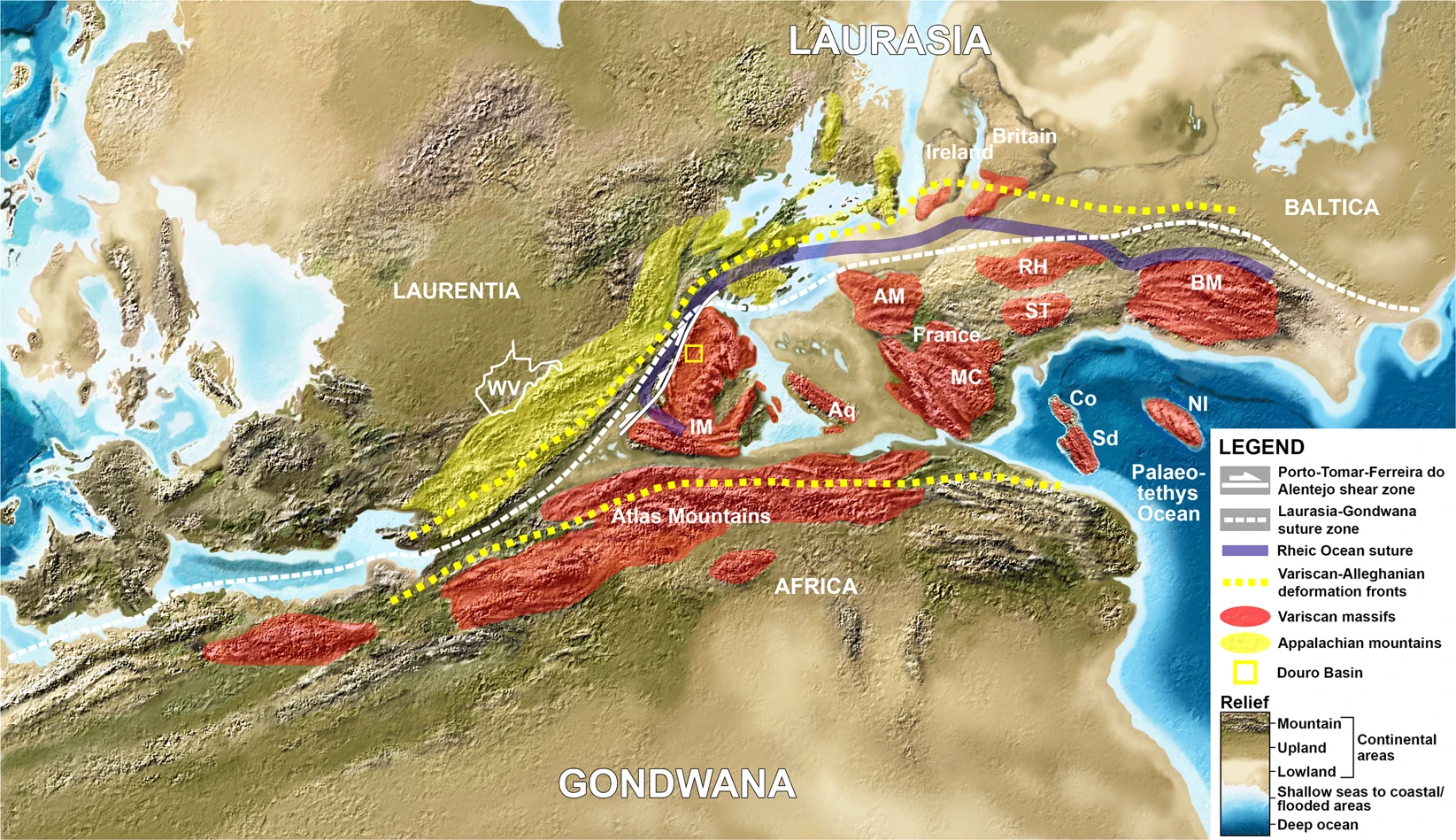
Реконструкция восточной части сочленения Гондваны и Лавразии. Сокращения: WV — Западная Вирджиния; IM — Иберийский массив; Aq — Аквитания; AM — Армориканский массив; MC — Центральный массив; RH — Рёно-Герцинский террейн; ST — Саксо-Тюрингенский террейн; BM — Чешский массив; Sd — Сардиния; Co — Корсика; NI — Варисцийский фундамент северной Италии.

В пермском периоде Гондвана и новообразованная Лавразия объединяются в западной части. На месте сочленения образуются горные системы Уошито, Аппалачи, европейские герциниды. В восточной части Лавразию от Гондваны отделяет океан Палеотетис. В конце пермского периода и до и от северной части Гондваны отделяются Центрально-иранский, Центрально-афганский и Тибетский континенты. Между ними и основной частью Гондваны начал развиваться океан Тетис (или Неотетис).

## Распад
В поздней Перми и триасе заложились внутриконтинентальные рифтовые системы, которые развились в Атлантический и Индийский океаны. Они отделили Африку, Южную Америку, Австралию, Индостан и Антарктиду друг от друга. Атлантический океан отделил Северную Америку и Гренландию от Евразии.
Одновременно с раскрытием новых океанов начинается закрытие Тетиса. Сегодня «на месте» бывшего океана протягивается Альпийско-Гималайский складчатый пояс. Сохранилось несколько небольших изолированных участков океанической коры Тетиса в Каспийском, Чёрном и Средиземном морях.

Распад Пангеи с раннего триаса до наших дней

## Происхождение названия и употребление
В некоторых публикациях и в разговорной речи суперконтинент называют «вегенеровской Пангеей», так как термин «Пангея» употребляют для некоторых докембрийских суперконтинентов с добавлением цифрового суффикса. Например, Пангея-0 для позднеархейского суперконтинента Моногея и Пангея-І для раннепротерозойской Мегагеи.